# 131763 Donátbánki
131763 Donátbánki è un asteroide della fascia principale interna. Scoperto nel 2002, presenta un'orbita caratterizzata da un semiasse maggiore pari a 2,363430 UA e da un'eccentricità di 0,165251, inclinata di 1,762002° rispetto all'eclittica.
Fa parte della famiglia di asteroidi Massalia.
L'asteroide è dedicato a Donát Bánki, ingegnere meccanico ungherese.